# Cephalotrigona eburneiventer
Cephalotrigona eburneiventer là một loài Hymenoptera trong họ Apidae. Loài này được Schwarz mô tả khoa học năm 1948.